# Troféu HQ Mix de grande contribuição
Grande contribuição é uma das categorias do Troféu HQ Mix, premiação brasileira dedicada aos quadrinhos que é realizada pela Associação dos Cartunistas do Brasil (ACB) e pelo Instituto do Memorial das Artes Gráficas do Brasil (IMAG) desde 1989.

## História
A categoria "Grande contribuição" foi criada na primeira edição do Troféu HQ Mix para homenagear personalidades, instituições, eventos, obras ou quaisquer atividades que tenham contribuído de forma importante para o quadrinho ou o humor gráfico nacional. A escolha é feita por meio de uma comissão e de um júri especial.

## Vencedores
| Ano  | Ganhador | Nota   |
| ---- | --- | ------ |
| 1989 | Um Contrato com Deus (Will Eisner / editora Brasiliense) | [ 1 ]  |
| 1990 | O Menino Quadradinho (Ziraldo / editora Melhoramentos) | [ 1 ]  |
| 1991 | Livraria Devir | [ 1 ]  |
| 1992 | 1ª Bienal Internacional de Quadrinhos (Rio de Janeiro) | [ 1 ]  |
| 1993 | Gibiteca Henfil | [ 1 ]  |
| 1994 | 2ª Bienal Internacional de Quadrinhos (Rio de Janeiro) | [ 1 ]  |
| 1995 | I Comecom | [ 1 ]  |
| 1996 | Comicmania | [ 1 ]  |
| 1997 | Phenix | [ 1 ]  |
| 1998 | 3ª Bienal Internacional de Quadrinhos (Belo Horizonte) | [ 1 ]  |
| 1999 | Selecções BD | [ 1 ]  |
| 2000 | Vídeo dos 30 anos de O Pasquim | [ 2 ]  |
| 2001 | Imago Days, lista de discussão de artistas na internet | [ 3 ]  |
| 2002 | Paulo Caruso, pela restauração do mural de Ziraldo no Canecão | [ 4 ]  |
| 2003 | Inauguração do Museu de Artes Gráficas | [ 5 ]  |
| 2004 | Exposição A Comédia Urbana, de Honoré Daumier a Araújo Porto-Alegre (Museu de Arte Brasileira da FAAP)                                                                                     | [ 6 ]  |
| 2005 | Emília e a Turma do Sítio no Fome Zero (editora Globo) | [ 7 ]  |
| 2006 | Gonçalo Jr., escritor e pesquisador de quadrinhos | [ 8 ]  |
| 2007 | Passos perdidos, história desenhada: a presença judaica em Pernambuco no Século XX (Tânia Kaufman, Amaro Braga, Danielle Jaimes e Roberta Cirne / Arquivo Histórico Judaico de Pernambuco) | [ 9 ]  |
| 2008 | Borba Gata (história desenhada sobre o "corpo" de uma manequim) (Luiz Gê) | [ 10 ] |
| 2008 | 4º Mundo, coletivo de quadrinistas independentes | [ 10 ] |
| 2008 | Guia do Ilustrador (Ricardo Antunes) | [ 10 ] |
| 2009 | FNAC | [ 11 ] |
| 2009 | PNBE - Programa Nacional Biblioteca na Escola | [ 11 ] |
| 2010 | ProAc - Programa de Ação Cultural da Secretaria de Cultura do Estado de São Paulo | [ 12 ] |
| 2011 | Festa Literária Internacional de Paraty | [ 13 ] |
| 2012 | FanZines nas Zonas de Sampa (Prefeitura de São Paulo) | [ 14 ] |
| 2013 | História da caricatura brasileira (Luciano Magno / editora Gala) | [ 15 ] |
| 2014 | Catarse | [ 16 ] |
| 2015 | ProAc - Programa de Ação Cultural (Secretaria de Cultura do Estado de São Paulo) | [ 17 ] |
| 2016 | Super-Heróis da Alegria (Maxx) | [ 18 ] |
| 2017 | HQ - Edição Especial (HBO) | [ 19 ] |
| 2017 | Curso Básico de Histórias em Quadrinhos – Modalidade EAD (HQ Ceará) | [ 19 ] |
| 2018 | Prêmio Jabuti - Histórias em Quadrinhos | [ 20 ] |
| 2019 | "Gibizão" da Turma da Mônica (Guinness World Records para a maior revista em quadrinhos publicada) editoras Panini e MSP                                                                   | [ 21 ] |
| 2019 | Coleção Grande Encontro Turma da Monica & Liga da Justiça editoras Panini, MSP e DC Comics                                                                                                 | [ 21 ] |
| 2020 | Exposição O Pasquim 50 anos | [ 22 ] |
| 2020 | Site O Pasquim da Biblioteca Nacional | [ 22 ] |
| 2021 | Lei Aldir Blanc Deputada Benedita da Silva | [ 23 ] |
| 2022 | Projeto de resgate da obra de Flavio Colin | [ 24 ] |
| 2023 | Programa Brasil em Quadrinhos | [ 25 ] |